# División administrativa del Estado de Nueva York

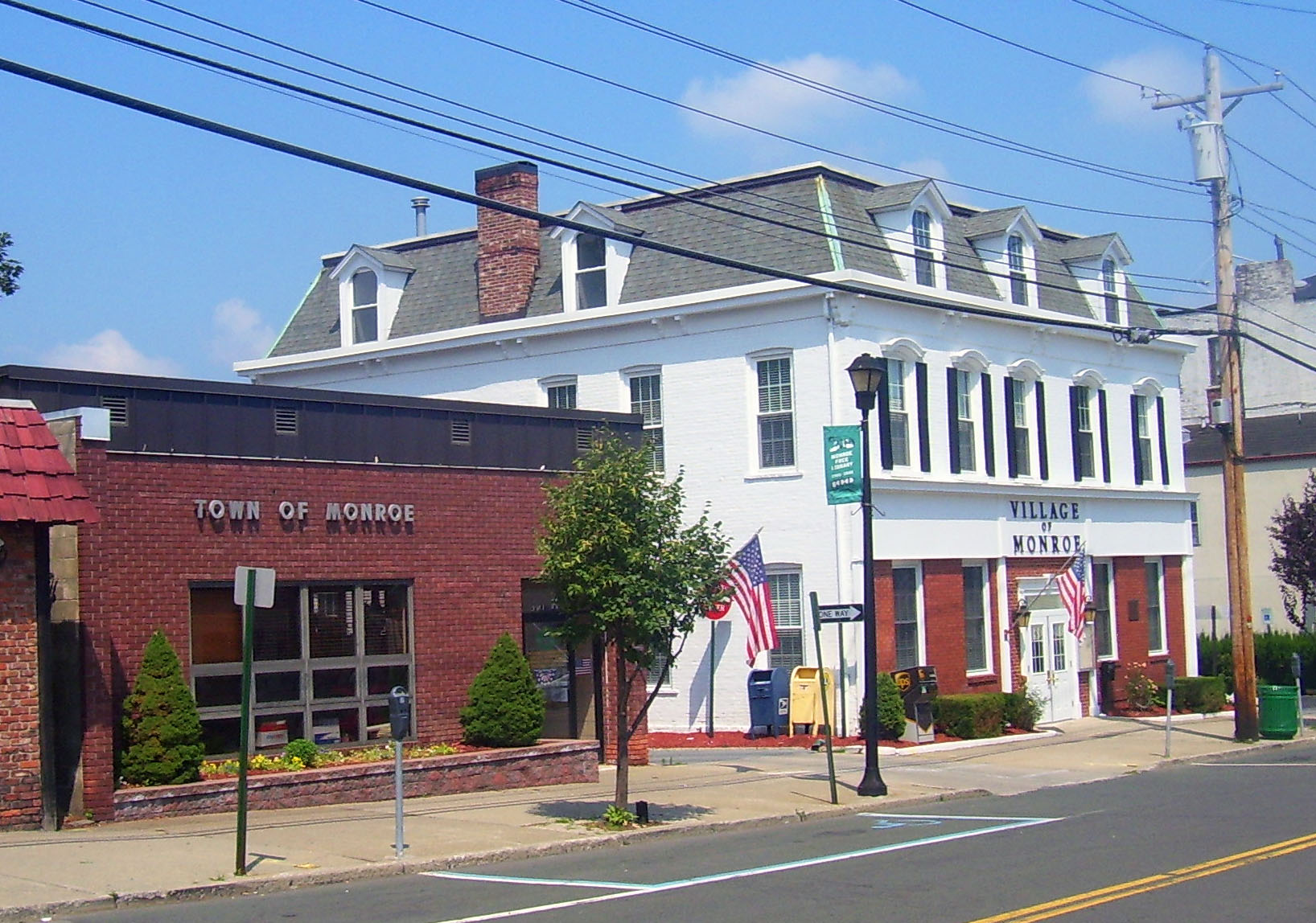
Edificios municipales adyacentes pero separados para la ciudad y el pueblo de Monroe, Nueva York, EE. UU.

Las divisiones administrativas de Nueva York son las diversas unidades de gobierno que proveen los servicios del gobierno local en el estado de Nueva York. El estado considera cuatro tipos de corporación municipal (del inglés: municipal corporations) que prestan los servicios de gobierno más locales: condados en inglés: counties, cities, town y village. 
Nueva York también tiene diversas entidades corporativas, que son consideradas también gobiernos locales y que cumplen una única función, como son los distritos escolares y de bomberos. Los municipios pueden definirse como city, town o village, independientemente del número de habitantes o el área que ocupa, sino más bien por la forma de gobierno elegido por los vecinos y aprobado por la legislación estatal. A cada uno estos tipos de gobierno se le conceden poderes variables según lo dispuesto por la Constitución de Nueva York.
Nueva York tiene 62 condados, que se subdividen en 932 towns, 62 cities, y 9 reservas indígenas.
En total, el Estado tiene más de 4200 gobiernos locales.